# Parawithius mimulus
Parawithius mimulus es una especie de arácnido del orden Pseudoscorpionida de la familia Withiidae. Parawithius mimulus fue el nombre original dado por Beier en 1959 cuando describió la especie. Posteriormente, revisiones taxonómicas la trasladaron al género Victorwithius, por lo que el nombre aceptado actualmente es: Victorwithius mimulus (Beier, 1959).

## Distribución geográfica
Se encuentra en Brasil.